# Instituto de Automática e Informática Industrial
El Instituto de Automática e Informática Industrial (Instituto ai2) es un Instituto Universitario de Investigación de la Universidad Politécnica de Valencia (UPV). Se trata de una estructura de investigación cuyas áreas de actuación son: el control de procesos, la informática gráfica y multimedia, la informática industrial, la robótica y la visión por computador. Está ubicado en la Ciudad Politécnica de la Innovación, en la UPV. 

## Historia

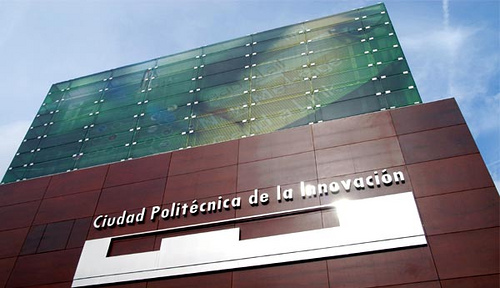
El Instituto ai2 está situado en la Ciudad Politécnica de la Innovación.

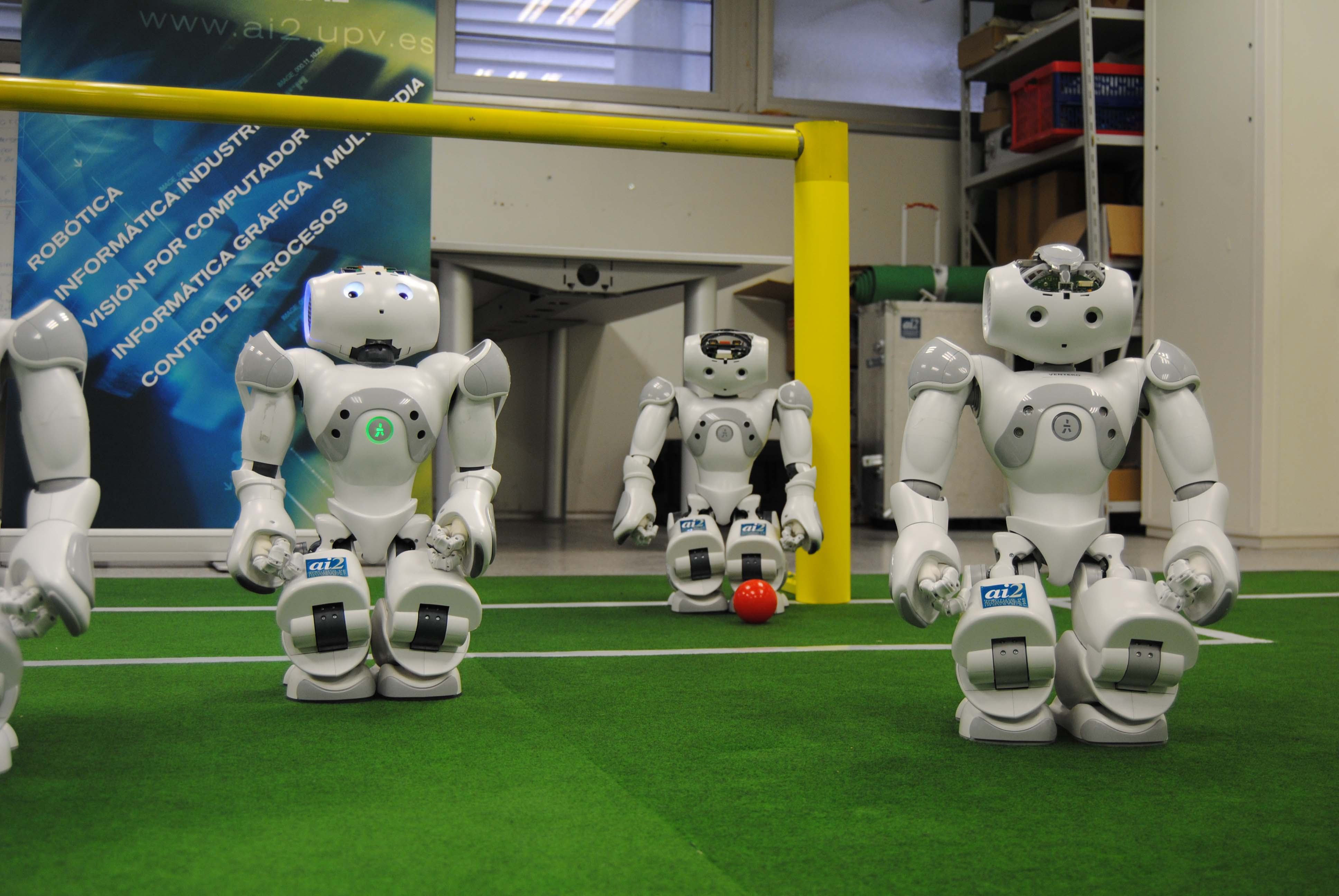
Equipo de fútbol de robots humanoides desarrollados por el Instituto ai2.

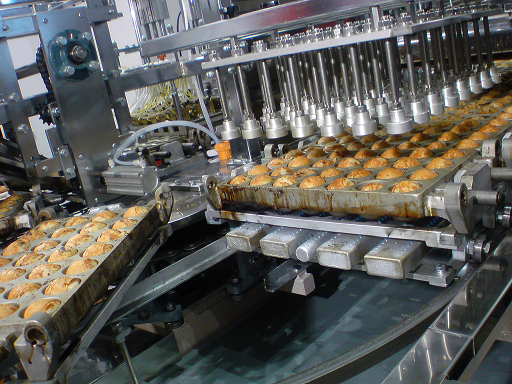
El control de procesos productivos es una de las líneas de trabajo del Instituto ai2.

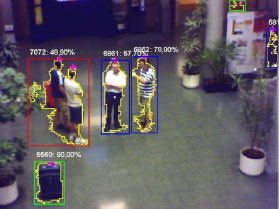
Un caso de éxito: el proyecto SENSE sobre seguridad en grandes espacios.

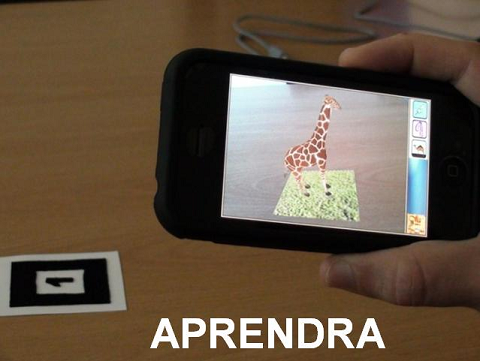
Juego de Realidad Aumentada implementado por los investigadores del Instituto ai2.

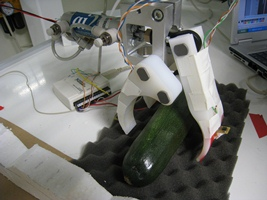
Garras para robot que seleccionan los alimentos según su madurez.

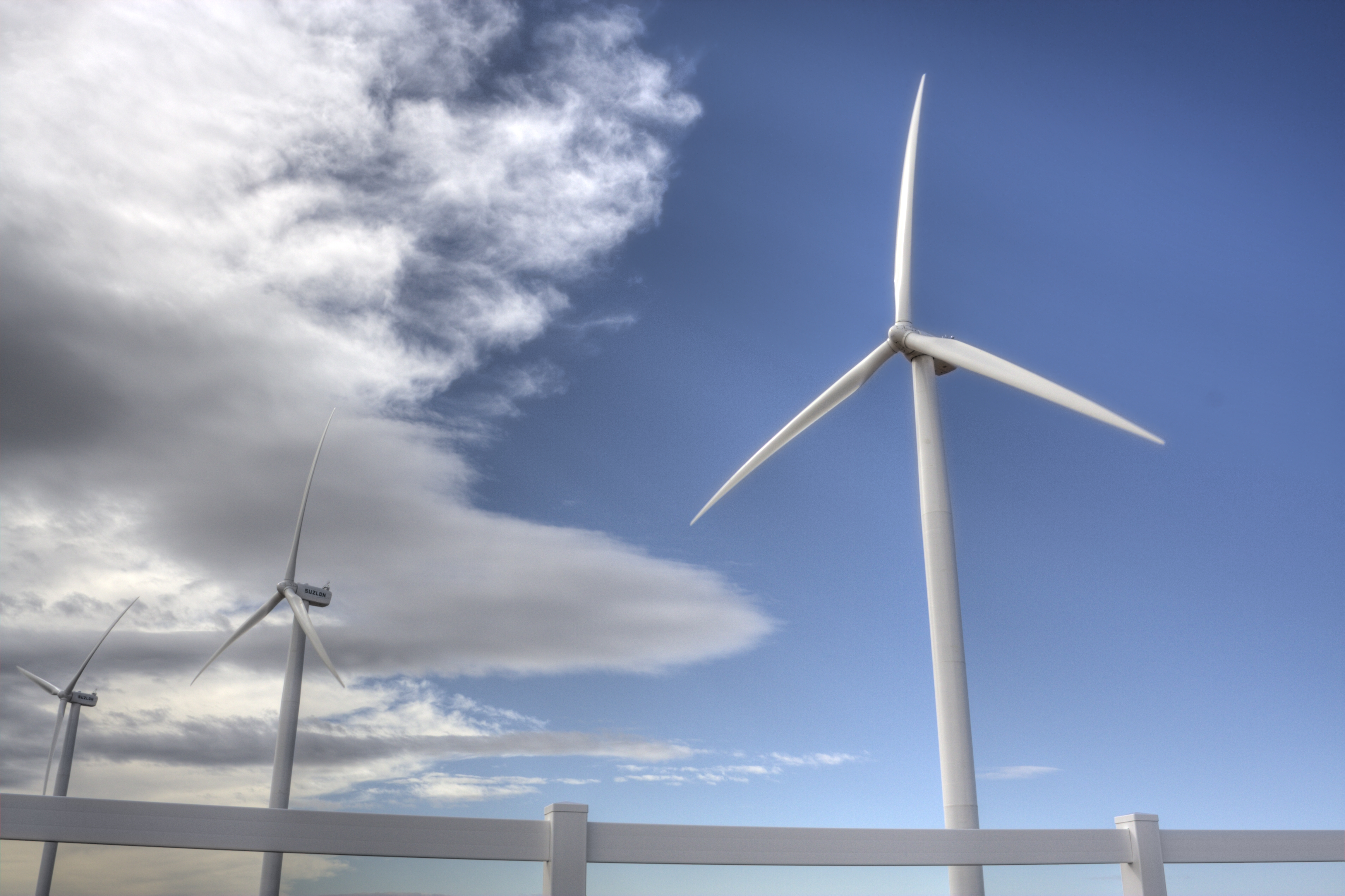
Las energías renovables son uno de los principales campos de actuación del Instituto ai2

El Instituto ai2 nació en el año 2000 con el propósito de aunar el trabajo de investigadores pertenecientes a diversos departamentos de la Universitat Politècnica de València (UPV) que desde 1990 trabajaban en continua colaboración.
Se originó siguiendo las pautas estratégicas marcadas por la UPV y atendiendo a una doble finalidad: por un lado, potenciar y facilitar la investigación a aquellos grupos que habían alcanzado gran relevancia por su intensa actividad; y, por otro, conseguir relaciones más fluidas con las empresas de su entorno geográfico y tecnológico. El objetivo fue, desde un principio, identificar las necesidades reales de dichas empresas y ofrecerles soluciones de innovación a medida. 
El primer hito en el desarrollo del Instituto ai2 fue su integración, en 2004, en la entonces recién construida Ciudad Politécnica de la Innovación, ubicada en la propia UPV. El 6 de abril de 2005, la Generalitat Valenciana otorgó a la entidad investigadora el carácter de Instituto Universitario (DOGV nº 4.979), el máximo rango de excelencia en cuanto a potencial de investigación que reconoce el gobierno autonómico.
Actualmente, la plantilla del Instituto ai2 está compuesta por un total de 110 investigadores, de los cuales 77 son profesores de la UPV. El 70% son doctores. 
Según el Índice de Actividad Investigadora de la UPV de 2010, un ranking de carácter interno en la universidad que mide todos los aspectos de producción en investigación, tales como tesis doctorales, proyectos, convenios con empresas o publicaciones, el Instituto ai2 es el tercer instituto de investigación en producción científica de la universidad. Desde su creación, ha estado siempre situado entre los cinco primeros puestos sobre un total de más de 80 entidades.
El volumen de negocio del Instituto ai2 durante el año 2011 fue de 2,4 millones de euros, de los cuales aproximadamente un tercio correspondieron a financiación privada mientras que el resto fueron aportados por instituciones públicas.
Entre 2007 y 2011, los investigadores del Instituto ai2 desarrollaron un total de 123 proyectos de investigación, de los cuales un 15% recibieron financiación internacional y casi un 40% de carácter nacional. El resto se financiaron con fondos autonómicos o locales. Además de su trabajo en investigación, los integrantes del Instituto ai2 participan en diferentes actividades de difusión científica, como congresos nacionales e internacionales relacionados con sus especialidades. Durante los años 2007-2011, los miembros de la estructura de investigación participaron en un total de 645 congresos. Otra de las principales actividades del Instituto ai2 es la organización de jornadas dirigidas a empresas e investigadores de otras universidades, así como a estudiantes. Durante los últimos seis años, estos eventos han atraído a más de un centenar de ponentes nacionales e internacionales procedentes de empresas privadas, de otras universidades o de la propia Universitat Politècnica de València. Los trabajos del instituto han generado, durante el mismo periodo de tiempo, casi un centenar de apariciones en los medios de comunicación.

## Servicios
El Instituto ai2 desarrolla tecnologías relacionadas con aplicaciones multimedia web, arquitecturas de sistemas de comunicaciones, entornos virtuales y gráficos en tiempo real, aplicaciones de robótica y CAD-CAM; sistemas distribuidos industriales de tiempo real, inspección y control de calidad mediante visión artificial, sistemas empotrados de alta confiabilidad,  y automatización de procesos. Con todo ello, a lo largo de los últimos años su equipo de técnicos e investigadores ha firmado contratos relacionados con el diagnóstico y la asesoría tecnológica; proyectos de I+D+i; vigilancia tecnológica; y cursos de especialización y planes de formación continua en empresas e instituciones. 

## Empresas
Las empresas e instituciones son el primer objetivo de las actividades del Instituto ai2. En la actualidad, los principales sectores productivos en los que trabaja son: alimentación, salud y calidad de vida; sostenibilidad (energía, agua y hábitat); movilidad y logística; y procesos industriales. 

### Patronato
En el año 2006, el Instituto ai2 creó su Patronato, un conjunto de organizaciones públicas y privadas con las que la entidad investigadora colabora permanentemente en la definición de actividades de I+D+i. Actualmente, el Patronato está configurado por  34 empresas y entidades.

## Formación
Desde su creación, el Instituto ai2 colabora activamente en el desarrollo del Programa de Postgrado de Automática, Robótica e Informática Industrial de la Universitat Politècnica de València. El alumno puede elegir entre tres especialidades disponibles: Control de procesos, Informática Industrial o Robótica. Además, a través del Centro de Formación de Postgrado (CFP) de la UPV, las empresas y personas interesadas pueden acceder a cursos de formación reconocidos impartidos por miembros del Instituto ai2. Por otro lado, el instituto define planes formativos relacionados con sus diferentes especialidades y a medida de las empresas que los soliciten.